# Палаты Протопоповых
Палаты Протопоповых (палаты Милославских) — историческое здание XVII века в Москве, в Армянском переулке (дом 3-5, строение 1). Объект культурного наследия федерального значения. В настоящее время в здании размещается музей «Огни Москвы».

## История
Здание построено в конце XVII века (или на рубеже XVII—XVIII вв.) Предполагается, что оно могло относиться к большой усадьбе Милославских. Первым достоверным владельцем является стольник И. И. Протопопов, владение было главным домом его усадьбы. Семье Протопоповых здание принадлежало до 1783 году, когда было продано капитану А. Н. Щепотьеву, позднее выкуплено Лазаревым и пожертвовано в 1809 году армянской Крестовоздвиженской церкви, устроившей в здании приют для детей из бедных семей.
После Октябрьской революции в здании были размещены мастерские и коммунальные квартиры. В 1970-х годах дом расселён и передан «Мосгорсвету», после чего отреставрирован. С 1984 года в здании действует музей московского освещения «Огни Москвы».

## Архитектура
Палаты двухэтажные, имеют асимметричную композицию. Имеется выступающий ризалит на западном фасаде. В подклетном нижнем этаже — четыре изолированных хозяйственных помещения. Его стены белокаменные, полы выложены кирпичом, перекрытия сводчатые. Второй этаж был парадным, состоял из анфилады помещений, которые перекрыты высокими сводами, не имеющими распалубок. Первоначально входы были с восточной стороны, где было два крыльца, кирпичное и деревянное, которые вели на второй этаж. Вероятно, существовал деревянный третий этаж, так как имеется внутристенная лестница на втором этаже (сейчас ведёт на чердак). Сейчас вход с западной стороны, через новую пристройку с лестницей, ведущей на второй этаж.
Декор здания скромен. Окна снабжены простыми наличниками из тёсаного кирпича. Интересны некоторые строительные приёмы, которые стали распространёнными позднее, в начале XVIII века. Это, в частности, плоские перемычки из дерева над оконными проёмами на втором этаже.